# Juan Curuchet
Juan Curuchet (4 de fevereiro de 1965) é um ciclista argentino tri-campeão pan-americano e ganhador da  medalha de ouro nos Jogos Olímpicos de Beijing. Juan também foi campeão no Campeonato Mundial de Ciclismo de Pista com Walter Pérez, em 2004.